# Szent Péter esernyője (film, 1935)
A Szent Péter esernyője Mikszáth Kálmán azonos című regényéből 1935-ben készült fekete-fehér magyar film.

## Cselekmény
|  | Alább a cselekmény részletei következnek! |

Új plébános kerül Glogovára, Bélyi János. Még csak néhány óra telik el megérkezése óta, amikor szülőfalujából elhozzák neki kis húgát, Veronikát. Ekkor tudja meg, hogy édesanyja meghalt, s neki kell a továbbiakban gondoskodni Veronikáról. A kislány egy kosárban az udvaron marad, a pap pedig elmegy a templomba imádkozni. Ezalatt elered az eső. Egy ismeretlen öregember egy esernyőt helyez el a kosár fölé, majd elmegy a faluból. Adameczné, a pap házvezetőnője látta az öregembert, s meg van róla győződve, hogy maga Szent Péter tette a kislány fölé az esernyőt. A faluban hamar híre megy az esetnek, s az esernyőből ereklye lesz. Több év telik el. Veronika felnőtt lesz, s egy alkalommal találkozik Wibra György ügyvéddel, akibe beleszeret. Wibra György a gazdag Gregorics Pál törvénytelen fia, aki apja halála óta örökségét keresi. Apja csak egy fanyelű esernyőt hagyott rá, de az sincs meg, senki nem tudja hová tűnt. Az örökséget Gregorics Pál testvérei és rokonai is keresik, mert nincsenek belenyugodva, hogy nem kaptak semmit sem testvérük után. Wibra György nyomozni kezd az eltűnt esernyő után, s így jut el Glogovára.
|  | Itt a vége a cselekmény részletezésének! |

## Szereplők
- Gervay Marica – Bélyi Veronika
- Básti Lajos – Wibra György
- Peéry Piri – Panyóki Eszmeralda
- Rátkai Márton – Gregorics Boldizsár
- Pethes Sándor – Gregorics Gáspár
- Fáy Béla – a glogovai plébános
- Gombaszögi Ella – Blance, nevelőnő
- Borai Lajos – Berci
- Bókay Ferenc – Berci, Panyóki Eszmeralda fia
- Köpeczi-Boócz Lajos – Mravicsán
- Réthy Annie – Anni
- Z. Molnár László – közjegyző
- Gyöngyössy Erzsébet – Wibra Anna
- Kalmár Pál – Básti Lajos énekhangja

További szereplők
Vidor Ferike, Gárday Lajos, Bihari József, Kőváry Gyula, Gárdonyi Lajos, Justh Gyula, Bársony István, Sitkey Irén, Kishonthy József, Keleti László, Dénes György, Hosszú Zoltán, Makláry Zoltán, Fábián János 